# Mesostephanus milvi
Mesostephanus milvi är en plattmaskart. Mesostephanus milvi ingår i släktet Mesostephanus och familjen Cyathocotylidae. Inga underarter finns listade i Catalogue of Life.